# Рухимович, Моисей Львович
Моисей Львович Рухимович (октябрь 1889 — 29 июля 1938) — советский партийный и государственный деятель.

## Биография
Родился в семье слесаря в селе Кагальник (ныне Ростовской области). Учился в Харьковском технологическом институте. Занимался революционной деятельностью с 1903 года, в социал-демократическом движении с 1904 года, был членом Еврейской рабочей партии «Бунд». Революционную работу вёл в Ростове-на-Дону. В 1906—1909 годах в эмиграции. С 1911 года работал в партийных организациях на Украине. Служил в армии в 1914—1917 годах, член РСДРП с 1913 года.
В феврале — декабре 1917 года — член Харьковского комитета РСДРП(б), председатель военной секции Совета. В 1917—1918 годах председатель Харьковского военно-революционного комитета, начальник штаба Красной Гвардии.
В феврале — апреле 1918 года — народный комиссар по военным делам Донецко-Криворожской советской республики.
В 1918—1919 годах — военный комиссар Центрального управления по формированию Красной Армии Украинской ССР. В августе-октябре 1919 года военный комиссар 41-й стрелковой дивизии. Примыкал к «Военной оппозиции». В 1919—1920 член РВС 14-й армии.
В 1920—1923 председатель Донецкого губисполкома и Бахмутского исполкома. В 1923—1925 годах управляющий трестом «Донуголь», в который входили все шахты Донбасса.
В 1925—1926 годах председатель ВСНХ Украинской ССР.
В 1926—1930 заместитель председателя ВСНХ СССР.
С 1930 до 2 октября 1931 г. — нарком путей сообщений СССР.
В 1931—1934 управляющий трестом «Кузбассуголь».
В 1934—1936 заместитель наркома тяжёлой промышленности СССР.
С 8 декабря 1936 года народный комиссар оборонной промышленности СССР.
Член ЦИК СССР 1—7 созывов. Член ЦК ВКП(б) (1924—1937), член Оргбюро ЦК ВКП(б) (1927—1930).

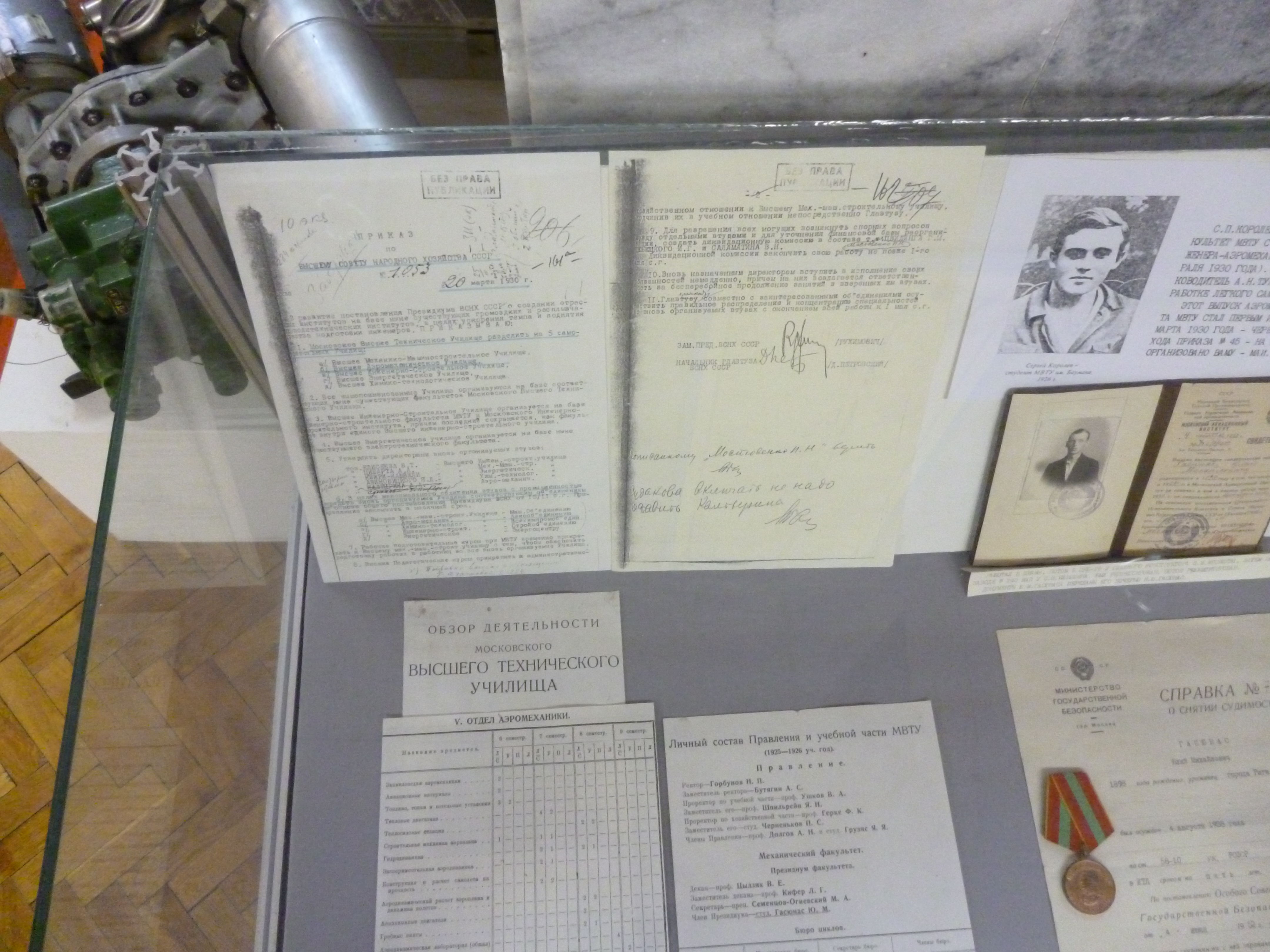
(в центре сверху) Рукописные заметки Рухимовича к документу

15 октября 1937 года снят с должности, арестован на следующий день. Военной коллегией Верховного суда СССР приговорён 28 июля 1938 года к смертной казни, расстрелян на следующий день.
Реабилитирован военной коллегией Верховного суда СССР 14 марта 1956 года. 3 марта 1956 г. КПК при ЦК КПСС восстановлен в партии.
Его сын, Владимир Рухимович, был расстрелян в 1944 году.

## Награды
- орден Ленина
- орден Красного Знамени